# Kangdong
Kangdong (kor. 강동구역, Kangdong-guyŏk) – jedna z 19 dzielnic stolicy Korei Północnej, Pjongjangu. Znajduje się w północno-wschodniej części miasta. W 2008 roku liczyła 221 539 mieszkańców. Składa się z 1 miasteczka (kor. ŭp), 6 dzielnic pracowniczych (kor. rodongjagu) i 15 wsi (kor. ri). Graniczy z dzielnicami Samsŏk i Sŭngho od zachodu, z miastem P’yŏngsŏng i powiatem Sŏngch’ŏn (prowincja P’yŏngan Południowy) od północy, z powiatem Hoech’ang od wschodu i powiatem Yŏnsan (prowincja Hwanghae Północne) od południa. Największa terytorialnie dzielnica Pjongjangu (jej punkty najbardziej wysunięte na wschód i zachód dzieli 25 km) – terytorium powiatu (516 km²) stanowi 19% całej powierzchni miasta.

## Historia
Przed wyzwoleniem Korei spod okupacji japońskiej, w skład powiatu wchodziło 9 miejscowości (kor. myŏn) oraz 110 wsi (kor. ri). Podczas gruntownej reformy podziału administracyjnego w grudniu 1952 roku tereny powiatu uległy zmianie. W jego skład weszły dotychczas należące do powiatu Kangdong miejscowości Kangdong, Koch'ŏn i należąca do miejscowości Pongnyul wieś Jŏnch'e, a także 26 wsi miejscowości Samdŭng, powiat Sŏngch’ŏn i 6 wsi miejscowości Samhŭng.
Z prowincji P’yŏngan Południowy do Pjongjangu powiat został włączony w marcu 1983 roku.

## Podział administracyjny dzielnicy
W skład dzielnicy wchodzą następujące jednostki administracyjne:
| Nazwa jednostki administracyjnej | Rodzaj jednostki administracyjnej | Chosŏn'gŭl   | Hancha       |
| -------------------------------- | --------------------------------- | ------------ | ------------ |
| Kangdong-ŭp                      | miasteczko                        | 강동읍       | 江東邑       |
| Hŭngnyong-rodongjagu             | dzielnica pracownicza             | 흑령로동자구 | 黑嶺勞動者區 |
| Kobi-rodongjagu                  | dzielnica pracownicza             | 고비로동자구 | 高飛勞動者區 |
| Songga-rodongjagu                | dzielnica pracownicza             | 송가로동자구 | 松街勞動者區 |
| Taeri-rodongjagu                 | dzielnica pracownicza             | 대리로동자구 | 垈里勞動者區 |
| Namgang-rodongjagu               | dzielnica pracownicza             | 남강로동자구 | 南江勞動者區 |
| Hari-rodongjagu                  | dzielnica pracownicza             | 하리로동자구 | 下里勞動者區 |
| Ponghwa-ri                       | wieś                              | 봉화리       | 烽火里       |
| Munhŭng-ri                       | wieś                              | 문흥리       | 文興里       |
| Hyangmok-ri                      | wieś                              | 향목리       | 香木里       |
| Tong-ri                          | wieś                              | 동리         | 東里         |
| Maekjŏn-ri                       | wieś                              | 맥전리       | 麥田里       |
| Ryonghŭng-ri                     | wieś                              | 룡흥리       | 龍興里       |
| Myŏngŭi-ri                       | wieś                              | 명의리       | 明義里       |
| Samdŭng-ri                       | wieś                              | 삼등리       | 三登里       |
| Songsŏk-ri                       | wieś                              | 송석리       | 松石里       |
| Kubin-ri                         | wieś                              | 구빈리       | 九賓里       |
| Ransan-ri                        | wieś                              | 란산리       | 卵山里       |
| T'aejam-ri                       | wieś                              | 태잠리       | 太岑里       |
| Munhwa-ri                        | wieś                              | 문화리       | 文化里       |
| Sunch'ang-ri                     | wieś                              | 순창리       | 順昌里       |
| Hwagang-ri                       | wieś                              | 화강리       | 花岡里       |

## Ważne miejsca na terenie dzielnicy
- Mauzoleum Tanguna, mitologicznego protoplasty narodu koreańskiego
- Siedziba Drugiego Komitetu Ekonomicznego KRLD (kor.) 제2경제위원회)